# Grand Prix Itálie 1954
Grand Prix Itálie 1954 (oficiálně XXV Gran Premio d'Italia) se jela na okruhu Autodromo Nazionale Monza v Monze v Itálii dne 5. září 1954. Závod byl osmým v pořadí v sezóně 1954 šampionátu Formule 1.

## Kvalifikace
| Poř.   | No. | Jezdec                | Konstruktér | Čas    | Ztráta   |
| ------ | --- | --------------------- | ----------- | ------ | -------- |
| 1      | 16  | Juan Manuel Fangio    | Mercedes    | 1:59.0 | —        |
| 2      | 34  | Alberto Ascari        | Ferrari     | 1:59.2 | + 0.2    |
| 3      | 28  | Stirling Moss         | Maserati    | 1:59.3 | + 0.3    |
| 4      | 14  | Karl Kling            | Mercedes    | 1:59.6 | + 0.6    |
| 5      | 32  | José Froilán González | Ferrari     | 2:00.0 | + 1.0    |
| 6      | 22  | Luigi Villoresi       | Maserati    | 2:00.2 | + 1.2    |
| 7      | 40  | Mike Hawthorn         | Ferrari     | 2:00.2 | + 1.2    |
| 8      | 12  | Hans Herrmann         | Mercedes    | 2:01.4 | + 2.4    |
| 9      | 18  | Sergio Mantovani      | Maserati    | 2:01.6 | + 2.6    |
| 10     | 24  | Roberto Mieres        | Maserati    | 2:01.7 | + 2.7    |
| 11     | 30  | Maurice Trintignant   | Ferrari     | 2:02.3 | + 3.3    |
| 12     | 44  | Jean Behra            | Gordini     | 2:02.4 | + 3.4    |
| 13     | 38  | Umberto Maglioli      | Ferrari     | 2:03.5 | + 4.5    |
| 14     | 20  | Luigi Musso           | Maserati    | 2:03.5 | + 4.5    |
| 15     | 6   | Robert Manzon         | Ferrari     | 2:04.7 | + 5.7    |
| 16     | 10  | Peter Collins         | Vanwall     | 2:05.2 | + 6.2    |
| 17     | 46  | Clemar Bucci          | Gordini     | 2:05.5 | + 6.5    |
| 18     | 42  | Fred Wacker           | Gordini     | 2:08.0 | + 9.0    |
| 19     | 8   | Jorge Daponte         | Maserati    | 2:09.5 | + 10.5   |
| 20     | 26  | Louis Rosier          | Maserati    | 2:11.0 | + 12.0   |
| DNQ    | 2   | Giovanni de Riu       | Maserati    | 3:47.9 | + 1:48.9 |
| Zdroj: |     |                       |             |        |          |

## Závod
| Poř.   | No. | Jezdec                                 | Konstruktér | Počet kol | Čas/Odstoupení | Pořadí na startu | Body |
| ------ | --- | -------------------------------------- | ----------- | --------- | -------------- | ---------------- | ---- |
| 1      | 16  | Juan Manuel Fangio                     | Mercedes    | 80        | 2:47:47.9      | 1                | 8    |
| 2      | 40  | Mike Hawthorn                          | Ferrari     | 79        | +1 kolo        | 7                | 6    |
| 3      | 38  | Umberto Maglioli José Froilán González | Ferrari     | 78        | +2 kola        | 13               | 2 3  |
| 4      | 12  | Hans Herrmann                          | Mercedes    | 77        | +3 kola        | 8                | 3    |
| 5      | 30  | Maurice Trintignant                    | Ferrari     | 75        | +5 kol         | 11               | 2    |
| 6      | 42  | Fred Wacker                            | Gordini     | 75        | +5 kol         | 18               |      |
| 7      | 10  | Peter Collins                          | Vanwall     | 75        | +5 kol         | 16               |      |
| 8      | 26  | Louis Rosier                           | Maserati    | 74        | +6 kol         | 20               |      |
| 9      | 18  | Sergio Mantovani                       | Maserati    | 74        | +6 kol         | 9                |      |
| 10     | 28  | Stirling Moss                          | Maserati    | 71        | +9 kol         | 3                |      |
| 11     | 8   | Jorge Daponte                          | Maserati    | 70        | +10 kol        | 19               |      |
| Ret    | 34  | Alberto Ascari                         | Ferrari     | 48        | Motor          | 2                |      |
| Ret    | 22  | Luigi Villoresi                        | Maserati    | 42        | Spojka         | 6                |      |
| Ret    | 14  | Karl Kling                             | Mercedes    | 36        | Nehoda         | 4                |      |
| Ret    | 24  | Roberto Mieres                         | Maserati    | 34        | Zavěšení       | 10               |      |
| Ret    | 20  | Luigi Musso                            | Maserati    | 32        | Převodovka     | 14               |      |
| Ret    | 32  | José Froilán González                  | Ferrari     | 16        | Převodovka     | 5                |      |
| Ret    | 6   | Robert Manzon                          | Ferrari     | 16        | Motor          | 15               |      |
| Ret    | 46  | Clemar Bucci                           | Gordini     | 13        | Převodovka     | 17               |      |
| Ret    | 44  | Jean Behra                             | Gordini     | 2         | Motor          | 12               |      |
| DNQ    | 2   | Giovanni de Riu                        | Maserati    |           | Nekvalifikován |                  |      |
| Zdroj: |     |                                        |             |           |                |                  |      |

Poznámky
1. ↑  José Froilán González získal jeden bod za zajetí nejrychlejšího kola.

## Průběžné pořadí po závodě
Pohár jezdců
|  | Pořadí | Jezdec                | Body             |
|  | ------ | --------------------- | ---------------- |
|  | 1      | Juan Manuel Fangio    | 42 (53 1⁄7)      |
|  | 2      | José Froilán González | 25 1⁄7 (26 9⁄14) |
|  | 3      | Maurice Trintignant   | 17               |
|  | 4      | Mike Hawthorn         | 16 9⁄14          |
|  | 5      | Karl Kling            | 10               |